# Escola Santiago Ratés
L'escola Santiago Ratés de Vilajuïga (Alt Empordà) és inclosa a l'Inventari del Patrimoni Arquitectònic de Catalunya.

## Descripció
És dins del nucli urbà de Vilajuïga, al tram final del carrer de Sant Sebastià, via d'accés al veïnat de Dalt de la població, davant de les antigues escoles.
És un edifici de planta rectangular, amb un altre cos adossat posteriorment d'una sola planta. La part original està formada per dos cossos allargats disposats en paral·lel, amb la coberta a dues vessants de teula, i distribuïts en planta baixa i pis. S'ordena en dues ales unides per un vestíbul central, amb el cos d'escala i el distribuïdor en el pis superior. La façana principal presenta dues portes d'accés des del pati, situades a banda i banda del cos central ocupat pel vestíbul i l'escala. També hi ha una gran porta amb reixa, amb accés directe des del carrer a través d'unes escales. La façana posterior es caracteritza pels grans finestrals que abasteixen de llum natural les aules. Al mig hi ha tres grans obertures rectangulars, a manera de porxo, per entrar a l'edifici. Les façanes nord i sud, les curtes, presenten un punt d'inflexió a les cantonades, a manera de tancament i emmarcament de l'edifici. Els acabats exteriors són arrebossats i pintats.

## Història
L'arquitecte gironí Josep Claret i Rovira (1908-1988) va projectar diferents obres emblemàtiques a la comarca de Girona, com la desapareguda Casa Pla (1934), el Xalet Tarrús (1935), la Casa Coll (1935) i la Casa Bech de Careda (1935), entre d'altres. El seu activisme el va portar a fundar el mític GATCPAC (Grup d'Arquitectes i Tècnics Catalans per al Progrés de l'Arquitectura) que renovarà l'arquitectura a la llum dels corrents racionalistes internacionals.
A Girona construeix l'Escorxador Turon, a l'antiga fàbrica Cárnica Prócer (1948), diverses cases plurifamiliars com la Casa Vila (1944-1947) o la Casa Teixidor (1945), i es presenta al concurs de projectes per l'edifici de la Delegació Hisenda a Girona (1954). A partir dels anys 60, més influenciat pel funcionalisme, projectà nombrosos conjunts d'apartaments a la costa.
A més de l'escola de Vilajuïga, cal destacar que l'arquitecte projectà i construí, en el mateix període, tot un seguit d'escoles que presenten una forma i estil semblant. A l'Alt Empordà hom pot trobar les següents: Escola Comarcal de la Jonquera (la Jonquera), Col·legi Públic Empúries (l'Escala), Escoles de Vilamalla / CEIP Josep de Ribot i Olivas (Vilamalla), Escoles Unitàries / CEIP Marinada (Ordis), Escoles de nens i nenes (Terrades), Escola Unitària (Campmany), Escoles Nacionals / CEIP Pau (Pau), Escoles de Vila-sacra / Sala Polivalent (Vila-sacra), Escoles Noves / Escoles Nacionals (Portbou), Escola de Verges (Verges), Escola de Llançà (Llançà), Escoles d'Espolla (Espolla), les Escoles i cases dels mestres (la Selva de Mar).